# Midtre Gauldal
Midtre Gauldal es un municipio de la provincia de Trøndelag, en Noruega. La capital municipal es el pueblo de Støren. Otros pueblos en el municipio son Singsås, Soknedal, Enodden y Rognes.
A 1 de enero de 2015 tiene 6336 habitantes.
Fue creado como municipio en 1964 mediante la fusión de los antiguos municipios de Budal, Singsås, Soknedal y Støren. El topónimo fue establecido en la misma fecha y significa "parte media del Gauldal", en referencia al distrito tradicional y valle por el cual fluye el río Gaula.
Se ubica unos 40 km al sur de Trondheim. Por el oeste del término municipal pasa la carretera E6.